# Iressa (bướm đêm)
Iressa là một chi bướm đêm thuộc họ Cosmopterigidae.